# Gdzie jest generał...

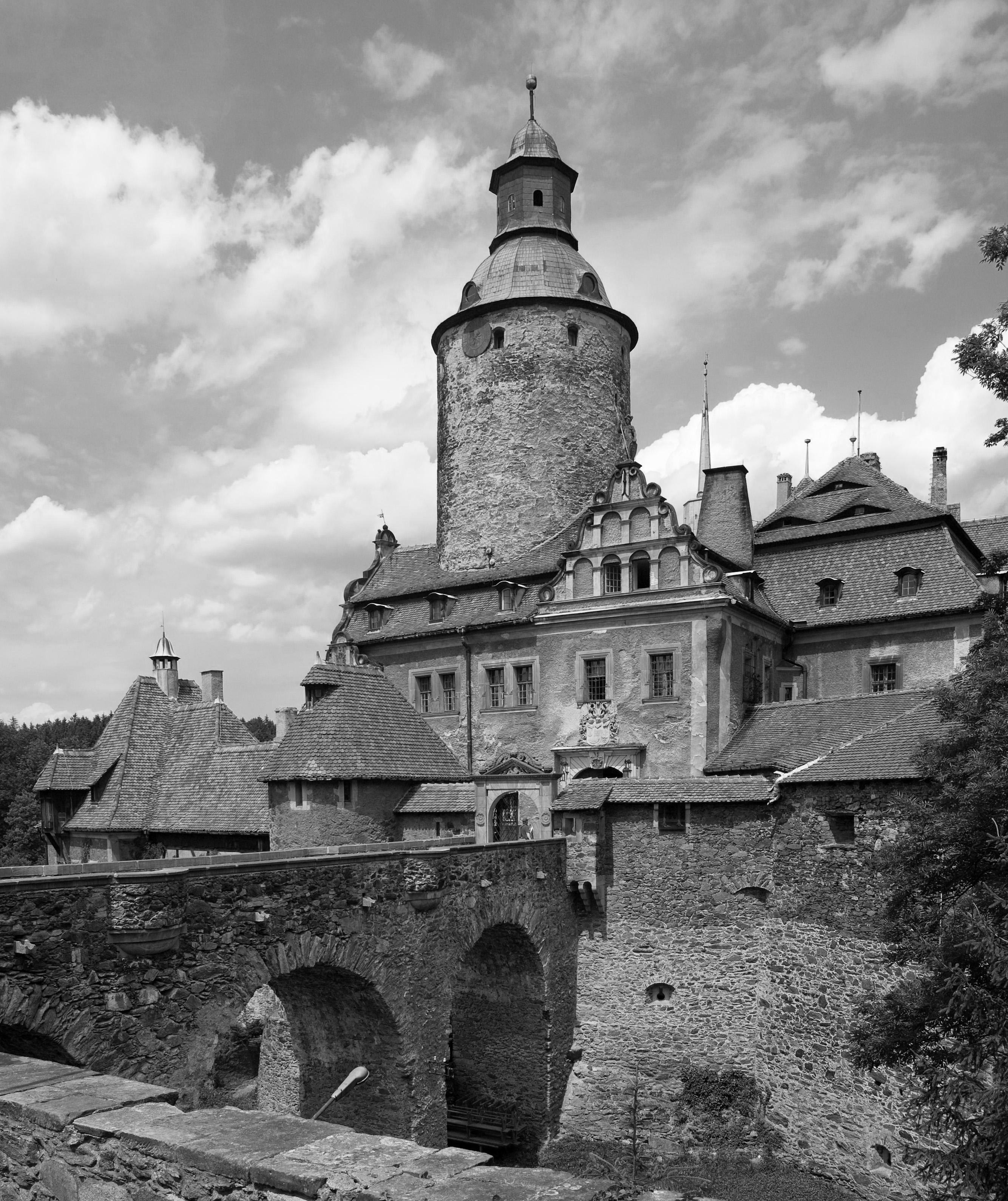
Zamek Czocha, gdzie kręcono główne sceny filmu

Gdzie jest generał... – polska czarno-biała komedia wojenna z 1963 roku w reżyserii Tadeusza Chmielewskiego, osadzona w czasach II wojny światowej.
Część zdjęć do filmu zrealizowano na Zamku Czocha (w obecnym województwie dolnośląskim).

## Obsada
- Jerzy Turek – szeregowy Wacław Orzeszko[1]
- Elżbieta Czyżewska – Marusia
- Bolesław Płotnicki – sierżant Władysław Panasiuk
- Wacław Kowalski – plutonowy Kaziuk
- Stanisław Milski – generał Ernest von Falkenberg
- Józef Łodyński – żołnierz z plutonu Panasiuka
- Andrzej Herder – szeregowy Mikułko
- Zygmunt Zintel – SS-Sturmbannführer Heulinger
- Stanisław Niwiński – SS-Oberleutnant
- Zygmunt Nowicki
- Eugeniusz Kamiński – SS-mann
- Józef Para – porucznik Michniewicz
- Zbigniew Józefowicz – pułkownik Dzierzbicki
- Kazimierz Talarczyk – pułkownik radziecki
- Józef Zbiróg – radiotelegrafista niemiecki
- Zygmunt Listkiewicz – kapral Wydrzyński

i inni

## Fabuła
Szeregowy Wacław Orzeszko jest wyjątkowym pechowcem. Co więcej, cały oddział uważa go za Jonasza, tj. przynoszącego pecha innym osobom, a dowódca - sierżant Panasiuk - niedwuznacznie daje mu do zrozumienia, że wolałby go nie mieć pod swoją komendą. Urażony Orzeszko zaszywa się w niedalekim zamku, gdzie piwnic z winem pilnuje dzielna czerwonoarmistka, Marusia. Traf chce, że ten sam zamek na swoją kwaterę wybiera uciekający przed Armią Czerwoną niemiecki generał wraz z oddziałem niedobitków. Wkrótce Orzeszko przez przypadek bierze do niewoli samego generała Falkenberga. Tymczasem pod zamek podchodzi pluton sierżanta Panasiuka. Na zamku wśród Niemców wybuchają gorączkowe poszukiwania zaginionego generała. Podczas spotkania Orzeszki z resztą plutonu w zamku generał wymyka się z niewoli i próbuje dotrzeć do swojego wystraszonego oddziału. Orzeszko zostaje wzięty przez swoich za dezertera i lawiranta, lecz ponownie wymyka się sierżantowi i spieszy na pomoc Marusi, która została sama w zamku.